# Home Run (videójáték)
A Home Run 1978-as baseball-videójáték, melyet az Atari, Inc. fejlesztett és jelentetett meg Atari 2600-ra. Ez volt az első Atari-platformra megjelent baseballtematikájú játék. A játék a sport valóságtól elrugaszkodott ábrázolása miatt gyenge kritikai fogadtatásban részesült, azonban a videójáték-ipar fontos sarokköve, mivel jelentős szerepet játszott az első „konzolháború” kirobbantásában.

## Fejlesztés és marketing
A játékot Bob Whitehead, az Activision későbbi alapítója és David Rolfe tervezte és programozta. A játék borítóját Cliff Spohn tervezte.
Egy 1978-as The New York Times-interjú szerint Nolan Bushnell, a játék fejlesztésével először megbízott mérnök nem ismerte a baseball szabályait. Ennek eredményeképp a játék kezdeti verziójában amikor a játékosnak nem sikerült elütnie a labdát, akkor strike helyett ballt kapott.
A játékot és magát az Atari Video Computer Systemet népszerűsítő televíziós reklám középpontjában Pete Rose Cincinnati Reds-hármasvédő állt.

## Játékmenet
A játék csak nagyvonalakban hasonlít a valós baseballhoz, mivel nincsenek benne fly ballok vagy különálló védőjátékosok. A csapatok mindössze 1–3 játékosból állnak és a védőjatékosoknak ki kell érinteniük a bázisfutókat, kikényszerítésre nincs lehetőség. A játékban dobódomb sincs, a dobójátékos a második bázison áll. A kiválasztott játékmódtól függően 0–2 belsővédő szerepel a játékban, és amikor a dobójátékos vagy valamelyik belsővédő elkapja a labdát, akkor az bázisfutókat és a labdát tartó játékost leszámítva mindenki azonnal eltűnik a képről. A hazai csapatnak akkor is ütnie kell a kilencedik játékrész alján, ha nyerésre áll, illetve ha a játék döntetlenre áll nincs hosszabbítás.

## Fogadtatás
A JoyStik magazin 1982 decemberi lapszámában közzétett elemzésben rendkívül negatív véleménnyel volt a játékról, megjegyezve, hogy az „egyáltalán nem hasonlít a valós baseballhoz” és a grafikát „primitívnek” írta le. Az Electronic Games magazin által megjelentetett 1984-es Software Encyclopedia hasonlóan negatív volt a játékkal, megjegyezve, hogy abból hiányzik „a valós sportakció «élménye»”, a játékra 4/10-es összpontszámot adott. A The Player’s Strategy Guide to Atari VCS Home Video Games című könyvben Arnie Katz és Bill Kunkel Electronic Games-szerkesztők véleménye szerint a játék „annyira lebutított az eredeti sporthoz viszonyítva, hogy alig nevezhető baseballszimulációnak”, megjegyezték, hogy „pontosabb lenne, ha «Video Stickball» lenne a címe.”
Patrick Wong a Classic Gamer magazin 2000 decemberi lapszámában közzétett elemzésében negatív véleménnyel volt a játékról, az Atari Golf című játékával azokat „a valaha volt két legrosszabb játéknak” tartotta. Wong kritizálta az „unalmas” grafikát, a játékban szereplő védőjátékosok alacsony számát, valamint a valóságtól elrugaszkodó játékmenetet. Összegzésként kiemelte, hogy „Azok a játékosok, akik valós baseballélményre várnak itt nem fogják azt megtalálni”. A Digital Press 2003 januári–februári lapszámában megjelent elemzés is rendkívül negatív véleménnyel volt a játékról, azt „hulladékként […] a valaha megtervezett egyik legrosszabb játékként” jellemezte, amelynek a grafikája „megbocsáthatatlanul rossz”. Bret Weiss a Classic Home Video Games, 1972–1984: A Complete Reference Guide című könyvben dicsérte a dobójáték változatos lehetőségeit, azonban a grafikát és a játékmenetet elégtelennek találta. Kieren Hawken a The A–Z of Atari 2600 Games: Volume 2 című könyvben kritizálta a rendkívül egyszerű játékmenetet és grafikát, a játékot negatívan hasonlította össze az Atari 2600-ra később megjelent baseballjátékokkal, melyeknél a fejlesztők jobban ki bírták használni a hardver erőforrásait.

## Utóélet
A Mattel Electronics az Intellivision rendszer agresszív marketingkampánya során a Home Run elavult játékmenetét és grafikáját negatívan hasonlította az intellivisionös párjához, a Major League Baseballhoz, kirobbantva ezzel az első „konzolháborút”.

## Fordítás
- Ez a szócikk részben vagy egészben  a   Home Run (video game) című angol Wikipédia-szócikk ezen változatának fordításán alapul.  Az eredeti cikk szerkesztőit annak laptörténete sorolja fel. Ez a jelzés csupán a megfogalmazás eredetét és a szerzői jogokat jelzi, nem szolgál a cikkben szereplő információk forrásmegjelöléseként.